# 世界モデル
世界モデル（せかいモデル）とは、AIによる実世界への常識や経験則といったような構造化された幅広い知識や理解の総体のことである。また、広義にはそれを獲得し利用するためのシステムも含む概念である。身の回りの世界のイメージを模型のように頭の中に再現し、想像の中で未来予測をシミュレートして生活することで本能的な行動、反射的な反応を可能にする人間のメンタルモデルというシステムに類似している。
世界モデルという名称は、Google Brain 所属（当時。現在は Sakana AI のCEO）の David Ha 氏と LSTM の考案者である Jürgen Schmidhuber 氏によって2018年に発表された「World Models」という論文に由来。